# Hastings, Calcuta
Hastings es un barrio de Calcuta Central en el Distrito de Calcuta en el estado indio de Bengala Occidental.

## Historia

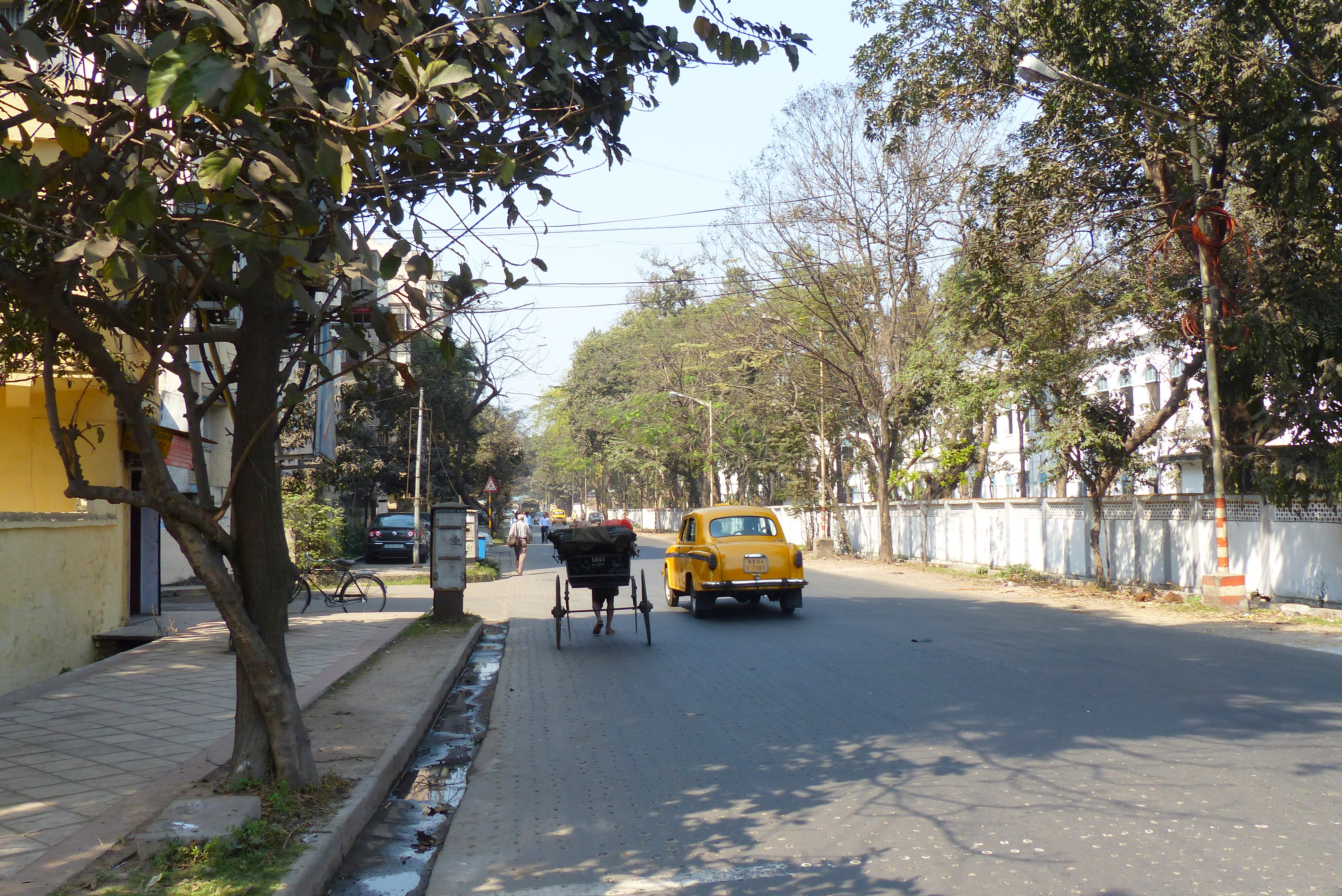
Clyde Road, Hastings

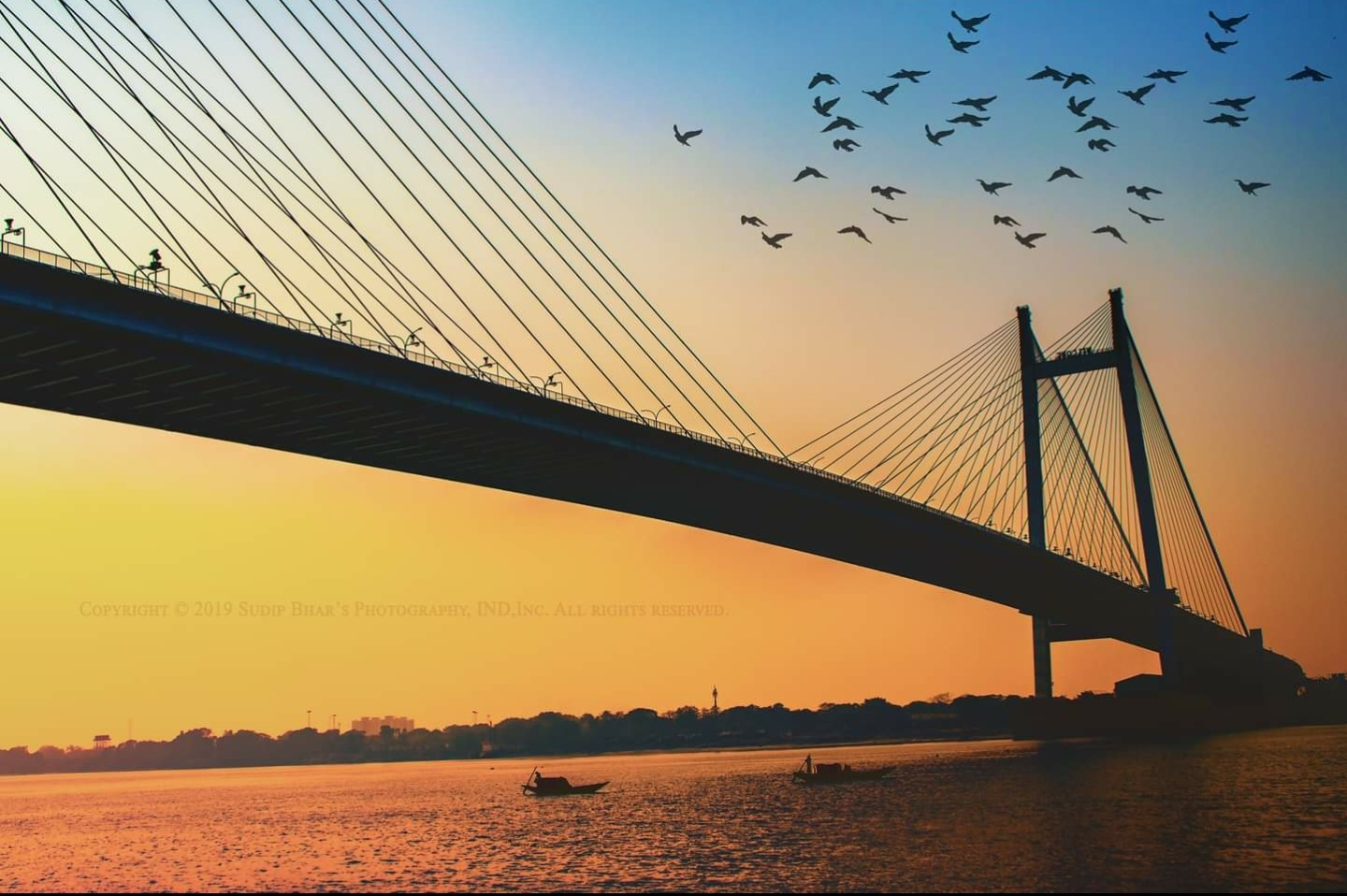
Vidyasagar Setu desde Prinsep Ghat

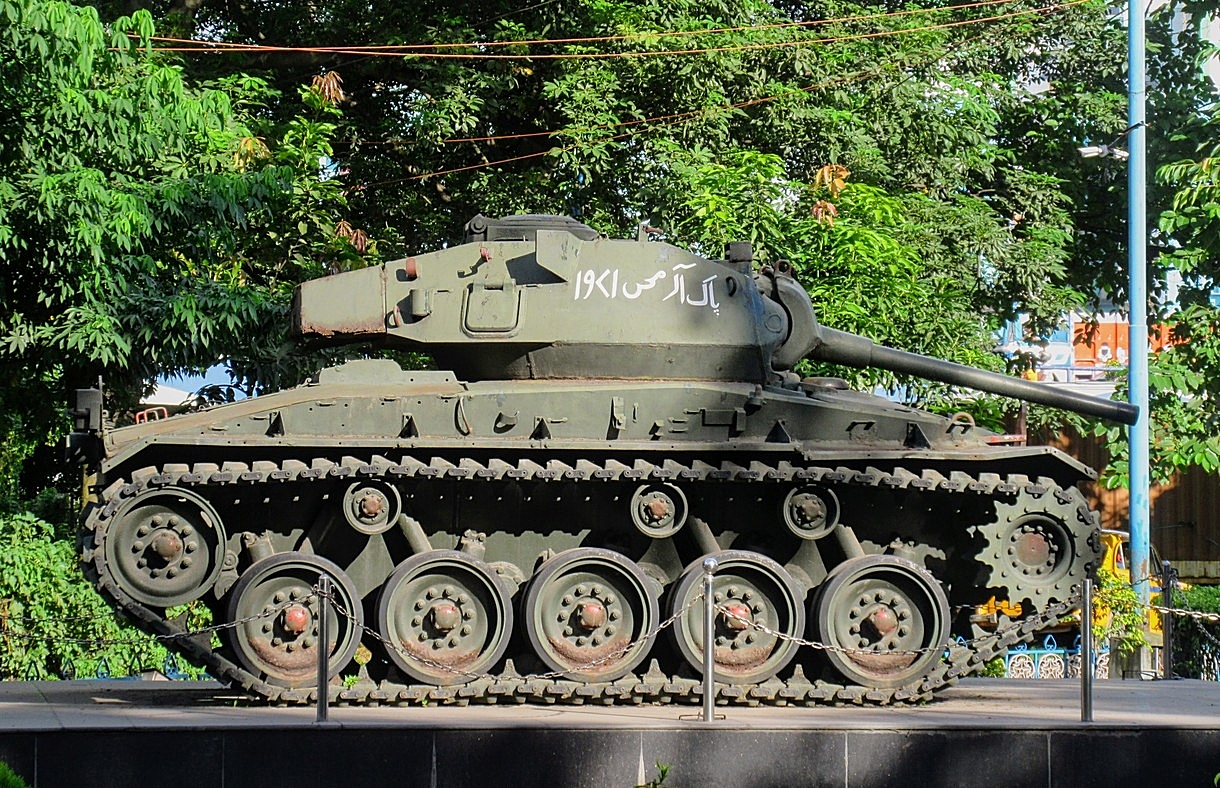
Tanque de guerra del parque Sainik en Hastings

Hastings es un área en el centro de Calcuta entre el Maidan y el río Hooghly. El área lleva el nombre de Warren Hastings, quien fue el primer gobernador general de Bengala y luego de toda la India desde 1772 hasta 1785.
El área de Hastings fue inicialmente un cementerio musulmán, luego se convirtió en "Coolie Bazar" para los trabajadores que construyeron Fort William y finalmente se convirtió en un municipio para la gente del departamento de Artillería y Comisariado.
Esta era originalmente el área militar de la ciudad y quedan varios puntos de referencia, incluidos Fort William, el Lascar War Memorial y el Ordnance Club, así como el hipódromo.
En 1888, una de las 25 casas de la sección de policía recién organizadas estaba ubicada en Hastings.
Aquí también es donde una de las principales vías de la ciudad desemboca en Vidyasagar Setu, el impresionante puente atirantado que cruza el río Hooghly, que se completó en 1992.

## Geografía

### Distrito policial
La comisaría de Hastings forma parte de la división sur de la policía de Calcuta. Está ubicado en 5, Middle Road, Calcuta-700022.
La estación de policía de Tollygunge Womens tiene jurisdicción sobre todos los distritos policiales de la División Sur, es decir, Park Street, Shakespeare Sarani, Alipore, Hastings, Maidan, Bhowanipore, Kalighat, Tollygunge, Charu Market, New Alipur y Chetla.

## Transporte

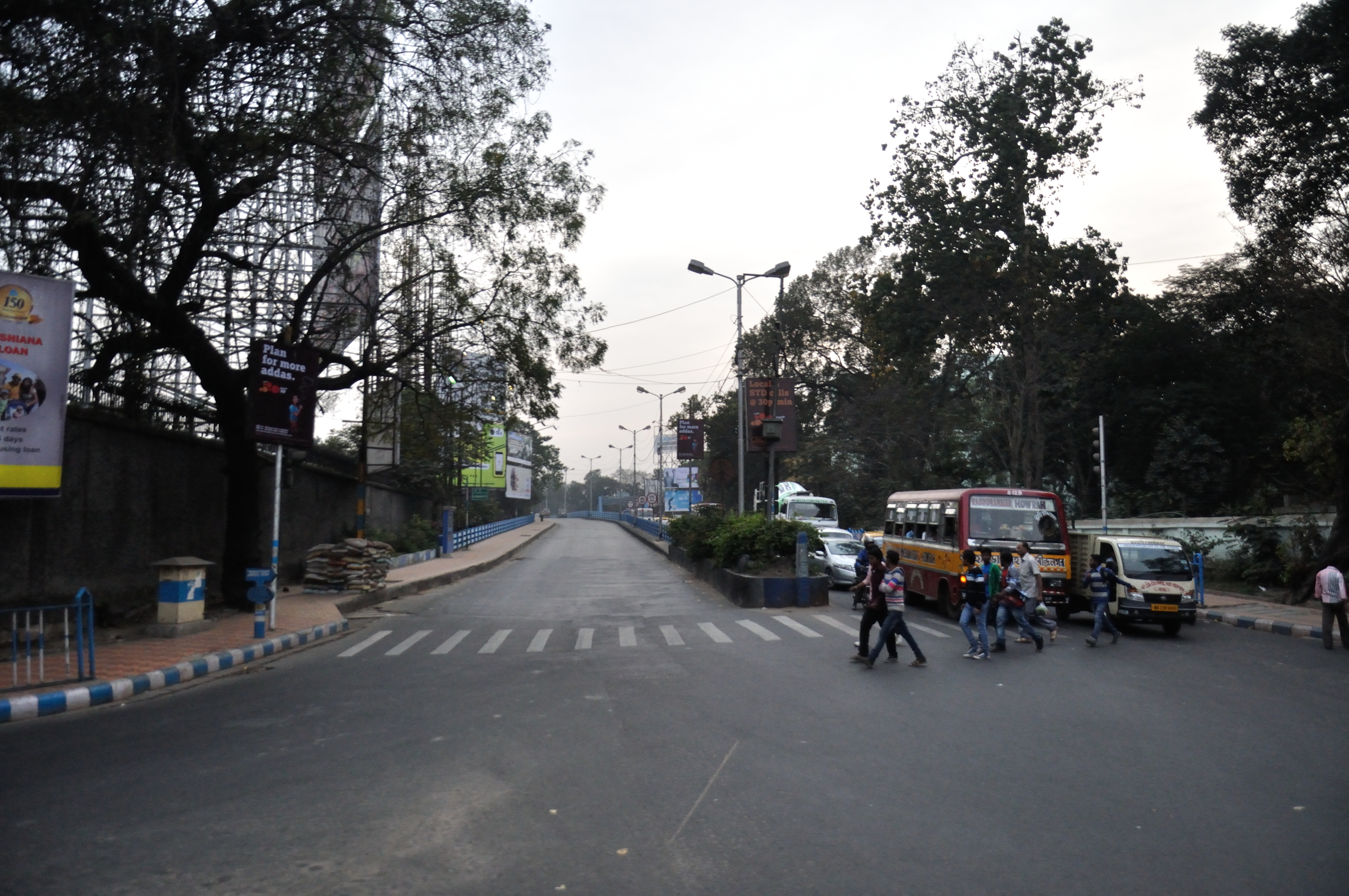
Cruce de Alipore Road y AJC Bose Road, Hastings

### Tren
La estación de tren de Prinsep Ghat y la estación de tren de Eden Gardens en la línea de ferrocarril circular de Calcuta son las estaciones de tren más cercanas.